# Совет городского округа город Уфа
Совет городского округа город Уфа — представительный орган муниципального образования города Уфы, состоит из 36 депутатов, из которых 18 избираются по одномандатным округам и 18 по партийным спискам (до выборов в марте 2012 года избиралось 35 по одномандатным округам), избираемых сроком на 5 лет (до выборов 2016 года избирались на 4 года) .
Совет городского округа избирает главу Администрации городского округа город Уфа.

## Формирование
Избирается по смешанной системе, 18 депутатов по партийным спискам и 18 по одномандатным округам.

## Выборы

### 2016
Выборы в Совет городского округа город Уфа состоялись в Единый день голосования 18 сентября 2016 года.

### 2021
Выборы в Совет городского округа город Уфа состоялись в Единый день голосования 19 сентября 2021 года.

## Председатели
- Зайцев Михаил Алексеевич (1990 – 1995 гг.)
- Ямалтдинов Фидус Аглясович (1995 – 2000 гг.)
- Нугуманов Рауф Самигуллович (2000 — 2003 гг.)
- Баранов Анатолий Сергеевич (2003 – 2004 гг.)
- Касимов Махмут Анварович (2004 – 2005 гг.)
- Нигматуллин Ирек Газизович (2005 — 2012 гг.)
- Семивеличенко Евгений Александрович (2012 – 2016 гг.)
- Трофимов Валерий Николаевич (2016 - 2021 гг.)
- Васимов Марат Васфиевич (с 2021 г.)